# Comité Nancy-Paris
Le Comité Nancy-Paris est un comité d'action artistique et littéraire fondé par Georges Sadoul à Nancy en 1923 et disparu en 1927. Au cours de ses quatre années d'existence, il a œuvré à la diffusion des conceptions esthétiques de l'avant-garde en organisant des conférences et des expositions, et en rédigeant des articles de presse.

## Histoire
Le comité est créé à Nancy par Georges Sadoul en 1923. Il en annonce la formation dans L'Est républicain du 25 octobre,.
Le principal fait d'armes du comité est l'organisation du 12 au 31 mars 1926 d'une exposition de peinture, sculpture et architecture rassemblant des œuvres originales de Giorgio de Chirico, Joan Miró, Pablo Picasso ou encore du mouvement De Stijl aux Galeries Poirel, en plein centre de Nancy.
Le faible écho rencontré par l'art moderne à Nancy, les difficultés financières et le départ de plusieurs membres pour Paris expliquent la dissolution du comité en 1927.

## Membres
Ses membres principaux en sont les écrivains Maurice Boissais et André Thirion, les peintres Étienne Cournault et Jean Lurçat, le constructeur Jean Prouvé. L'architecte André Lurçat était chargé des activités liées à l'urbanisme et à l'architecture. Des artistes et journalistes nancéiens complètent l'équipe.

#### Source primaire d'époque
- Georges Sadoul, « Le comité Nancy-Paris : Son action artistique et littéraire, son programme pour cette saison », L'Est républicain, 35e année, no 13113,‎ 25 octobre 1923, p. 3 (lire en ligne).

#### Sources secondaires
- Blandine Chavanne (dir.), Catherine Coley, Daniel Corinaut, Christian Debize, Claire-Marie Germaux et Gilles Marseille, Une expérience moderne : Le Comité Nancy-Paris 1923-1927 (catalogue de l'exposition au musée des beaux-arts de Nancy, 6 octobre 2006 - 15 janvier 2007), Lyon, Fage, coll. « Varia », 2006, 152 p. (ISBN 978-2-84975-087-2).
- Catherine Coley, « L'effort moderne à Nancy dans les années vingt : Chronique du Comité Nancy-Paris », Le Pays lorrain, vol. 67, no 1,‎ janvier–février 1986, p. 5–20 (lire en ligne).
- Catherine Coley, « Le comité Nancy-Paris », dans Bernard Haumont (dir.), Architecture moderne en province, Marseille, Parenthèses, coll. « Les Cahiers de la recherche architecturale » (no 24–25), 1989, 120 p. (ISBN 2-86364-824-1), p. 108–114 [lire en ligne].
- Catherine Coley (dir.) et Danièle Pauly (dir.), Quand l'architecture internationale s'exposait : 1922-1932 (actes du colloque Nancy 1926, le printemps du Mouvement moderne, Nancy, 2007, organisé par l'École nationale supérieure d'architecture de Nancy et le Laboratoire d'histoire de l'architecture contemporaine (LHAC)), Lyon, Fage, 2010, 283 p. (ISBN 978-2-84975-186-2) : sur la section architecture de l'exposition de mars 1926.
- Pierre Durteste, « Faut-il oublier Georges Sadoul ? », 1895, no 44,‎ 2004, p. 29–46 (DOI 10.4000/1895.299).
- Marie-Claire Germaux (sous la dir. de François Pupil), Le Comité Nancy-Paris : une association dans les années 20 à Nancy (mémoire de DEA en histoire de l'art), Nancy, Université Nancy-II, 2005, 88 p. (OCLC 1459696209, SUDOC 280773889).
- Gilles Marseille, « Modernités en province, le Comité Nancy-Paris et l'architecture nancéienne entre les deux guerres », Péristyles. Cahier des Amis du Musée des Beaux-Arts de Nancy,‎ 2006, p. 23–32 (HAL hal-02987377).